# Max Dittgen
Max Dittgen, né le 3 mars 1995 à Moers en Allemagne, est un footballeur allemand qui évolue au poste de milieu de terrain au FC St. Pauli.

## Palmarès

### En équipe nationale
- Équipe d'Allemagne des moins de 17 ans
  - Finaliste du Championnat d'Europe de football des moins de 17 ans en 2012

### Distinctions personnelles
- Équipe d'Allemagne des moins de 17 ans
  - Troisième meilleur buteur du Championnat d'Europe de football des moins de 17 ans en 2012